# Amphilophus astorquii
Amphilophus astorquii es una especie de peces de la familia Cichlidae en el orden de los Perciformes. Es endémica a la Laguna de Apoyo, Nicaragua. 

## Morfología
Los machos pueden llegar alcanzar los 15,5 cm de longitud total.

## Distribución geográfica
Se encuentra en la Laguna de Apoyo: Nicaragua.  